# Vaskút
Vaskút là một thị trấn thuộc hạt Bács-Kiskun, Hungary. Thị trấn này có diện tích 71,49 km², dân số năm 2010 là 3517 người, mật độ 49 người/km².